# Гостомисл
Гостомисл (рус. Гостомысл; 790 — око 860), био је други по реду легендарни вођа руске династије Рјурикович, а први пут се у историјским списима помиње 1418. године.
По руском предању Гостомисл је наследио свог деду, кнеза Буривоја у владању на подручју данашњег града Славјанска на обали Балтичког мора. Током вишедеценијске владавине овог кнеза је по предању формиран велики савез северних племена који је блокирао продоре Викинга на данашње подручје Русије и Финске.
Гостомисл је доживео дубоку старост и надживео је већину својих синова. Зависно од интерпретација његов наследник Рјурик је био његов син који је рађен у очевом касном животном добу или његов унук (син Гостомисловe кћери Умиле). Већ пре рођења, код Рјурика су се, као у типичним нордијским легендама, показивали сви знакови да ће се родити велики владар. Зато је Гостомисл када се он родио приредио гозбу достојну будућег „краља“. Пре своје смрти по овом предању Гостомисл је договорио венчање Рјурика са словенском принцезом како би се спојили викиншки и словенски елементи Гостомислове државе.
Након смрти Гостомисл је наводно покопан на месту које се данас зове Гостомислово брдо.
Осим легенди из прве половине деветог века, остао је и историјски запис о рату Лудвига Немачког и краља Гостомисла, вође племена Бодрићи, које је тада живело у данашњој Северној Немачкој. Овај рат који се догодио 844. године.